# Родзянко, Александр Павлович
Алекса́ндр Па́влович Родзя́нко (13 (25) августа 1879 (на надгробном памятнике указана дата 26 августа 1879) — 6 мая 1970, Нью-Йорк) — генерал-лейтенант (1919), один из руководителей Белого движения на Северо-Западе России. С 19 июня и по 2 октября 1919 года Родзянко — командующий Северным корпусом, позднее переформированным в Северо-Западную армию.

## Происхождение
Из дворянской семьи. Отец — Павел Владимирович, крупный землевладелец. Мать — Мария Павловна, урождённая княжна Голицына. Дяди — председатель Государственной думы III и IV созывов М. В. Родзянко и князь П. П. Голицын. Брат — Павел Павлович, полковник Кавалергардского полка.
Окончил Пажеский корпус (1899), Офицерскую кавалерийскую школу (1907), кавалерийскую школу в Сомюре (Франция, 1908).

## Кавалерийский офицер
С 1899 года — служил в Кавалергардском полку, корнет, с 1903 года — поручик, с 1907 — штаб-ротмистр, с 1911 — ротмистр, с 1912 — полковник. В 1908—1909 годах временно командовал эскадроном Его Величества. С 1909 года — начальник полковой учебной команды, 1909—1911 годах — командующий 2-м эскадроном, в 1911 году произведён в ротмистры с утверждением в должности командира 2-го эскадрона. Командовал эскадроном один год. С 1912 года — помощник командира полка по хозяйственной части.
Одновременно с военной службой много времени уделял конному спорту. В 1902 году участвовал в международных конных соревнованиях в Турине, был награждён кавалерским крестом итальянского ордена Короны. В 1907 году окончил Офицерскую кавалерийскую школу в Петербурге, где в то время преподавал мэтр мировой выездки Джеймс Филлис. В 1908 году окончил кавалерийскую школу в Сомюре (Франция).
В 1911 году был участником крупных соревнований по конкуру в Лондоне, в 1912 году — в составе российской команды выступал на Олимпийских играх в Стокгольме.

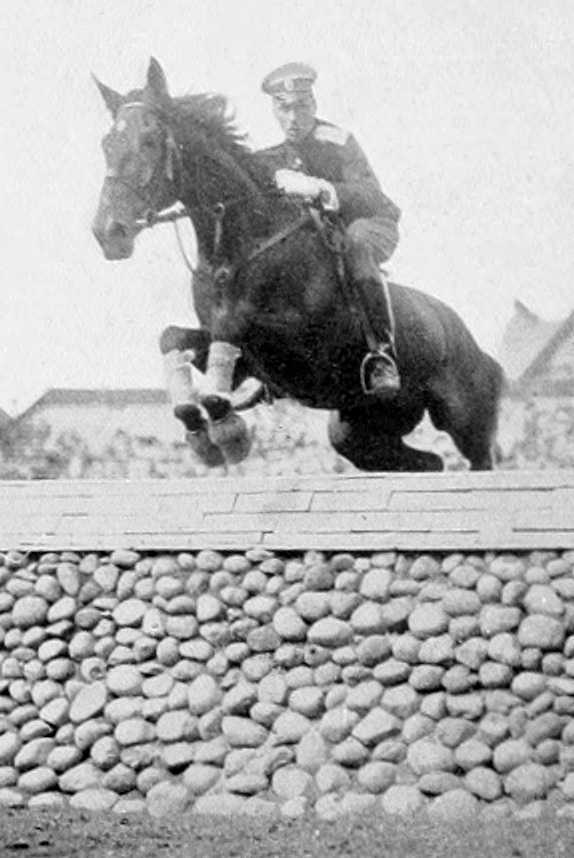
А. П. Родзянко на Олимпийских играх 1912 года.

В начале Первой мировой войны отправился на фронт, недолго служил во 2-м Кубанском, 1-м Линейном казачьем полках, в течение недели временно командовал 16-м Донским казачьим генерала Грекова полком. С 25 ноября 1914 года служил в 8-й армии. С 17 июля 1915 года — штаб-офицер Кавалергардского полка. С мая 1916 года — командир полка Офицерской кавалерийской школы, элитной воинской части, сформированной на основе постоянного состава школы. С апреля 1917 года — командующий 1-й бригадой 17-й кавалерийской дивизии. В июне — июле 1917 был начальником гарнизона Риги. С октября 1917 года временно командовал 17-й кавалерийской дивизией. После её расформирования в 1918 году остался в Пскове, был интернирован наступающими немецкими войсками и отправлен в Германию.

## Деятель Белого движения
С августа 1918 года жил в Риге. В ноябре 1918 года при поддержке немецких властей начал формирование антибольшевистских стрелковых батальонов. Вопрос о его производстве в генерал-майоры недостаточно выяснен — известно, что в ноябре 1918 года командование Псковского Добровольческого корпуса признало А. П. Родзянко в этом чине. После отступления немецкой армии из Пскова установил связи с представителями Антанты, которые, однако, отказались в то время поддерживать белое движение, представленное офицерами, сотрудничавшими с их противниками в период Первой мировой войны.
В январе 1919 года прибыл в Ревель, где в феврале того же года стал командиром сформированной им бригады в Добровольческом корпусе, переименованном к тому времени из «Псковского» в «Северный». В конце февраля 1919 года во главе бригады отбил наступление группы красных войск из Пскова в направлении Эстонии, что было высоко оценёно главнокомандующим эстонской армией генералом Йоханом Лайдонером. В апреле 1919 при поддержке части офицеров и эстонского командования принял фактическое командование над Северным корпусом, возглавив начавшееся в мае его наступление на Гдов и Ямбург. Наступлению сопутствовал успех, причём часть красных войск перешла на сторону белых, которым удалось выйти на подступы к форту Красная Горка и Ораниенбауму. 1 июня официально вступил в командование Северным корпусом. Малочисленность белых войск, отсутствие их связи с антибольшевистским подпольем в Петрограде (об антисоветском восстании на форте Красная Горка Родзянко узнал только на третий день), разногласия с эстонцами привели к прекращению наступления. В ходе боёв Родзянко проявил себя энергичным командиром, недооценивавшим, однако, важность штабной работы и заполнившим свой штаб недостаточно компетентными кадрами.

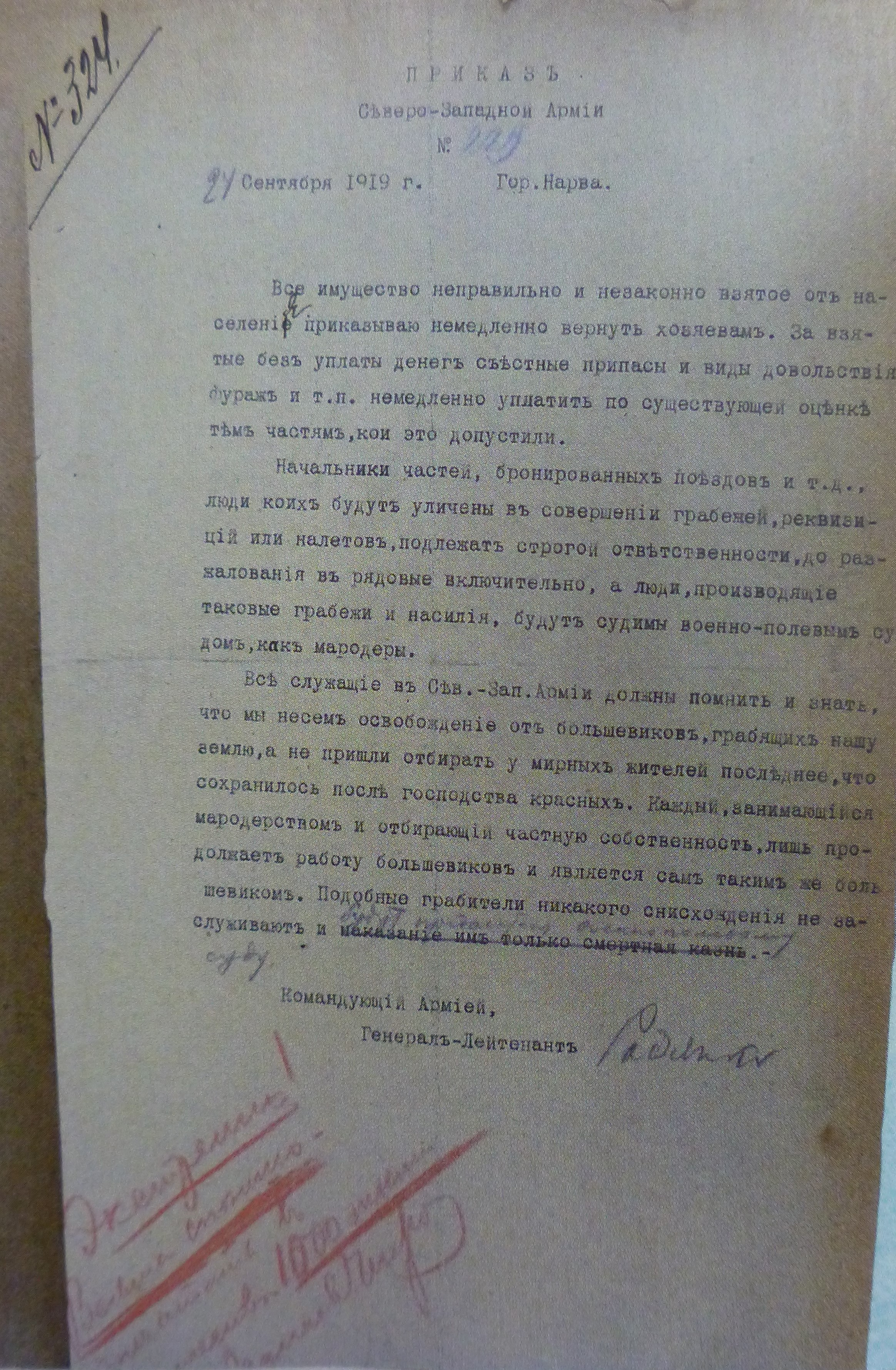
Приказ А. Родзянко по Северо-Западной армии от 24 сентября 1919 года о борьбе с незаконными реквизициями у гражданского населения. На приказе рукой Родзянко зачеркнуто решение о смертной казни за такие реквизиции — заменено на предание военно-полевому суду

19 июня Северный корпус вышел из подчинения эстонскому командованию, тогда же корпус был развёрнут в Северную (с 1 июля — Северо-Западную) армию, командование которой сохранил Родзянко. С августа 1919 года он конфликтовал с генералом Н. Н. Юденичем, который стал главнокомандующим фронтом и обладал более значительным авторитетом и влиянием, чем Родзянко. Настаивал на наступлении из Пскова на Новгород с последующим окружением Петрограда, тогда как Юденич был сторонником скорейшего взятия Петрограда с помощью удара на нарвском направлении. 2 октября Юденич для реализации своего плана лично вступил в командование Северо-Западной армией и назначил Родзянко своим помощником с производством в генерал-лейтенанты.

### Участник наступления на Петроград
Во время наступления на Петроград в октябре 1919 года Родзянко находился в первых рядах наступавшей 3-й дивизии. Участвовал в занятии Гатчины и Царского Села, настаивал на максимально высоких темпах наступления. Один из его подчинённых (капитан А. С. Гершельман) вспоминал: 

В длиннополой кавалерийской шинели, в сапогах «танках» (солдаты так называли тяжеловесные английские сапоги), Родзянко, не обращая внимание на стрельбу, пёр вперёд, пока не натыкался на нашу разведку, и тогда начинал ругаться, что медленно идут.

А. И. Куприн также свидетельствовал о личном мужестве Родзянко: 

Генералы Родзянко и Пален, оба высоченные гиганты, в светлых шинелях офицерского сукна, с оружием, которое в их руках казалось игрушечным, ходили в атаку впереди цепей, посылая большевикам оглушительные угрозы.

После поражения белых и отступления армии из-под Петрограда был командирован генералом Юденичем в Англию с целью добиться финансовой и материальной помощи для восстановления боеспособности Северо-Западной армии. Однако не получил ни командировочного удостоверения, ни дополнительных указаний, что сделало его миссию невозможной.

## Эмигрант
В начале 1920 года выехал в Стокгольм, а оттуда в Германию, где работал над мемуарами, в которых подверг резкой критике деятельность генерала Юденича и защищал правильность собственных решений и инициатив. В 1921 году опубликовал эти воспоминания в Берлине. Позже эмигрировал в США, где был председателем полкового объединения кавалергардов в США и председателем отдела Союза пажей.
Скончался 6 мая 1970 года. Похоронен на русском кладбище Новодивеевского монастыря в Нануете, Нью-Йорк.

## Награды
- Орден Святого Станислава 3-й степени (1908)
- Орден Святой Анны 3-й степени (1911)
- Орден Святого Владимира 4-й степени с мечами и бантом (ВП 1.12.1915)
- Орден Святой Анны 4-й степени (ВП 25.04.1915)
- Орден Святой Анны 2-й степени с мечами (1917)

## Киновоплощение
- 1951 — «Незабываемый 1919 год» — Сергей Лукьянов

## Труды
- Воспоминания о Северо-Западной армии. Берлин 1921; 2-е издание — М., 2000.

### Комментарии
1. ↑  На момент рождения Александра Павловича юлианский календарь отставал от григорианского на 12 дней. В двадцатом веке, на момент принятия григорианского календаря в России, разница составила 13 дней. Именно столько дней по ошибке было добавлено к дате рождения по старому стилю.